# Акурдет
Аді-Теклезан — район зоби (провінції) Гаш-Барка, що в західній частині Еритреї. Столиця — місто Акурдет.